# Kostiantyn Łerner
Kostiantyn Łerner, ukr. Костянтин Лернер (ur. 28 lutego 1950 w Odessie, zm. 24 września 2011 w Herclijji) – ukraiński szachista, arcymistrz od 1986 roku.

## Kariera szachowa
W latach 80. należał do szerokiej czołówki radzieckich szachistów. Wielokrotnie wystąpił w finałach mistrzostw ZSRR, największy sukces odnosząc w roku 1984 we Lwowie, gdzie zdobył srebrny medal. Oprócz tego, w roku 1986 w Kijowie zajął IV miejsce. W latach 1978 i 1982 triumfował w mistrzostwach Ukrainy. W 1997 r. wystąpił w Groningen na mistrzostwach świata rozgrywanych systemem pucharowym, ale odpadł w I rundzie, przegrywając w Eduardasem Rozentalisem. W 2006 r. podzielił II m. (za Maximem Rodshteinem, wspólnie z Dovem Zifronim i Jakowem Zilbermanem) w mistrzostwach Izraela.
Zwyciężył bądź podzielił I miejsca w międzynarodowych turniejach m.in. w Starym Smokovcu (1977), Polanicy-Zdroju (memoriał Akiby Rubinsteina, 1985 i 1986), Tallinnie (1986, memoriał Aleksandra Kotowa), Moskwie (1986), Genui (1989), Kopenhadze (1990), Gausdal (1992), Mikołajowie (1995, turniej strefowy), Berlinie (1997), Grazu (1997), Recklinghausen (1999), Bad Wörishofen (2000), Bad Wiessee (2000), Tel Awiwie (2001, 2002), Riszon le-Cijjon (2004), Giwatajim (2005), Herclijji (2005, 2006, 2008), Elkanie (2007) oraz Kfar Sabie (2008).
Najwyższy ranking w karierze osiągnął 1 lipca 1995 r., z wynikiem 2605 punktów dzielił wówczas 50-59. miejsce na światowej liście FIDE, jednocześnie zajmując 3. miejsce (za Wasylem Iwanczukiem i Aleksandrem Bielawskim) wśród ukraińskich szachistów.
Od 2001 r. mieszkał z rodziną w Izraelu.